# Serce Clary
Serce Clary – amerykański dramat obyczajowy z 1988 roku na podstawie powieści Josepha Olshana.

## Główne role
- Whoopi Goldberg – Clara Mayfield
- Michael Ontkean – Bill Hart
- Kathleen Quinlan – Leona Hart
- Neil Patrick Harris – David Hart
- Spalding Gray – Dr Peter Epstein
- Beverly Todd – Dora
- Hattie Winston – Blanche Loudon
- Jason Downs – Alan Lipsky